# Projet d’urgence de lutte contre les inondations
 (avril 2023).
 (avril 2023).
 (avril 2023).
Le Projet d’urgence de lutte contre les inondations, en abrégé PULCI, créé en 2013 par le Gouvernement du Cameroun, est un programme du Ministère de l'Économie, de la planification et de l'aménagement du territoire, dont  l'objectif principal est de réhabiliter les principaux ouvrages hydrauliques et de renforcer la préparation aux situations de catastrophe dans les zones cibles de la Région de l’Extrême-Nord du Cameroun.

## Contexte
Pulci voit le jour en 2013 à la suite des inondations de 2010 et 2012.

## Mission
Pulci a pour mission de protéger les communautés locales et les producteurs rizicoles de la région de l'Extrême-Nord du Cameroun en réhabilitant les infrastructures hydrauliques et d'irrigation endommagées et/ou détruites par les inondations.

## Composantes
Pulci comporte trois composantes:
- Composante A : Réhabilitation des principaux ouvrages hydrauliques pour la protection contre les inondations et la production rizicole.
- Composante B : Gestion des risques de catastrophe et des situations d'urgence
- Composante C : Appui institutionnel pour une meilleure gestion des ressources en eau dans la zone.

## Partenaires
Le Ministère de l’Économie, de la Planification et de l’Aménagement du Territoire signe avec la Banque mondiale, l’Accord de Financement N°76456-CM pour la mise en œuvre du Projet d’urgence de lutte contre les inondations dans l’Extrême-Nord. Il s’agit d’un prêt dont la valeur s'estime environ à 54 milliards de FCFA.

## Parties prenantes
- SEMRY[3],[4],[5]
- Banque mondiale[6],[7]
- Mission de contrôle des travaux

## Impacts du projet
Pulci a permis la construction de 3315 unités de case, l’aménagement de 7500 ha de rizières, la construction 45 forages, la réhabilitation de 70 km de la digue entre Yagoua et Pouss, la construction et l'équipement des salles de classe, la mise en place des systèmes d’alertes précoces, les sessions de renforcement de capacité de plusieurs bénéficiaires,.